# Жаксай
Жаксай (каз. Жақсай) — село в Павлодарской области Казахстана. Находится в подчинении городской администрации Экибастуза. Входит в состав Аккольского сельского округа. Код КАТО — 552233200.

## Население
В 1999 году население села составляло 138 человек (60 мужчин и 78 женщин). По данным переписи 2009 года, в селе проживало 107 человек (54 мужчины и 53 женщины).